# Days of Open Hand
Days of Open Hand je třetí řadové album americké písničkářky Suzanne Vega. Získalo cenu Grammy za nejlepší obal. V domácí hitparádě Billboard 200 se umístilo na padesátém místě, v britské UK Albums Chart dosáhlo sedmého. Ve Spojeném království bylo za 100 tisíc prodaných nosičů oceněno zlatou deskou (BPI). Spolu se zpěvačkou jej produkoval Anton Sanko.

## Seznam skladeb
Všechny texty napsala Suzanne Vega, autoři hudby jsou uvedeni.
| Pořadí | Název                            | Hudba        | Délka |
| ------ | -------------------------------- | ------------ | ----- |
| 1.     | Tired of Sleeping                | Suzanne Vega | 4:22  |
| 2.     | Men in a War                     | Suzanne Vega | 4:47  |
| 3.     | Rusted Pipe                      | Anton Sanko  | 4:16  |
| 4.     | Book of Dreams                   | Anton Sanko  | 3:22  |
| 5.     | Institution Green                | Anton Sanko  | 6:15  |
| 6.     | Those Whole Girls (Run in Grace) | Suzanne Vega | 3:09  |
| 7.     | Room Off the Street              | Anton Sanko  | 3:00  |
| 8.     | Big Space                        | Anton Sanko  | 3:46  |
| 9.     | Predictions                      | Suzanne Vega | 4:59  |
| 10.    | Fifty-Fifty Chance               | Suzanne Vega | 2:36  |
| 11.    | Pilgrimage                       | Anton Sanko  | 5:10  |

## Obsazení
- Suzanne Vega – syntezátor, akustická kytara, tleskání, zpěv
- Tim Baker – housle
- Michael Blair – bicí, marimba, tamburína
- Al Brown – viola
- Shawn Colvin – zpěv
- Barry Finclair – housle
- Hearn Gadbois – darbuka
- Philip Glass – aranžmá smyčců
- Hae Young Ham – housle
- Richard Horowitz – ney
- Percy Jones – bezpražcová baskytara
- Maria Kitsopoulos – violoncello
- John Linnell – akordeon
- Sandra Park – housle
- Anton Sanko – kytara, varhany, syntezátor, chordofon, programování, aranžmá
- Erik Sanko – bezpražcová baskytara
- Marc Shulman – elektrická kytara, chordofon, buzuki
- Glen Velez – bicí
- Frank Vilardi – bicí, perkuse
- Michael Visceglia – baskytara, bezpražcová baskytara
- Rebecca Young – viola
- Frederick Zlotkin – violoncello